# Валдас Адамкус
Ва́лдас Ада́мкус (лит. Valdas Adamkus; нар. 3 листопада 1926, Каунас, Литва) — литовський політик. Президент Литовської Республіки (1998—2003, 2004—2009).

## Життєпис
Народився 3 листопада 1926 в Каунасі в сім'ї службовця.
У липні 1944 разом з батьками виїхав до Німеччини, де навчався у Мюнхенському університеті на факультеті природознавства.
У 1949 разом із сім'єю виїхав до США.
У 1960 — закінчив технологічний інститут та отримав спеціальність інженера-будівельника.
У 1971—1981 — співробітник Агентства охорони навколишнього середовища США.
1981—1997 — адміністратор Агентства охорони навколишнього середовища регіону Середнього Заходу США.
1998−2003 — Президент Литовської Республіки.
22 грудня 2002 в першому турі президентських виборів з результатом 35,33 % голосів виборців впевнено посів перше місце серед 17 претендентів, однак 5 січня 2003 року в другому турі президентських виборів з результатом 45,09 % голосів програв Р. Паксасу.
2003 — присвоєно почесне звання посла доброї волі ЮНЕСКО у зв'язках з громадськістю.
27 червня 2004 за результатами дострокових президентських виборів повторно обраний Президентом Литовської Республіки.

## Знання мов
Володіє англійською та російською мовами.

## Нагороди
Почесний доктор університетів Індіани, Іллінойсу, а також Вільнюського університету.
Нагороджений вищими орденами 17 держав, іншими відзнаками і нагородами. Зокрема:
| №  | Нагорода                                | Країна     | Рік  |
| 1  | Великий хрест ордена Сокола             | Ісландія   | 1998 |
| 2  | Великий хрест ордена Святого Олафа      | Норвегія   | 1998 |
| 3  | Орден князя Ярослава Мудрого I ступеня  | Україна    | 1998 |
| 4  | Орденський ланцюг хреста Мар'яма        | Естонія    | 1999 |
| 5  | Великий Хрест ордена Рятівника          | Греція     | 1999 |
| 6  | Орденський ланцюг ордена Заслуг         | Італія     | 1999 |
| 7  | Орден Білого орла                       | Польща     | 1999 |
| 8  | Великий хрест ордена заслуг             | Мальта     | 1999 |
| 9  | Великий хрест ордена заслуг             | Угорщина   | 1999 |
| 10 | Великий хрест ордена Слави              | Казахстан  | 2000 |
| 11 | Орденський ланцюг ордена Трьох зірок    | Латвія     | 2001 |
| 12 | Орден Почесного легіону                 | Франція    | 2001 |
| 13 | Орден Зірки Румунії                     | Румунія    | 2001 |
| 14 | Орден Святого Месропа Маштоца           | Вірменія   | 2002 |
| 15 | Орденський ланцюг ордена Білої троянди  | Фінляндія  | 2002 |
| 16 | Орден «За особливі заслуги»             | Узбекистан | 2002 |
| 17 | Орденський ланцюг ордена Білої Зірки    | Естонія    | 2004 |
| 18 | Орден «За заслуги» I ст.                | Україна    | 2006 |
| 19 | Орден «Стара планіна» І ступеня         | Болгарія   | 2009 |
| 20 | Орден Свободи                           | Україна    | 2009 |
| 21 | Орден князя Ярослава Мудрого II ступеня | Україна    | 2016 |

## Галерея

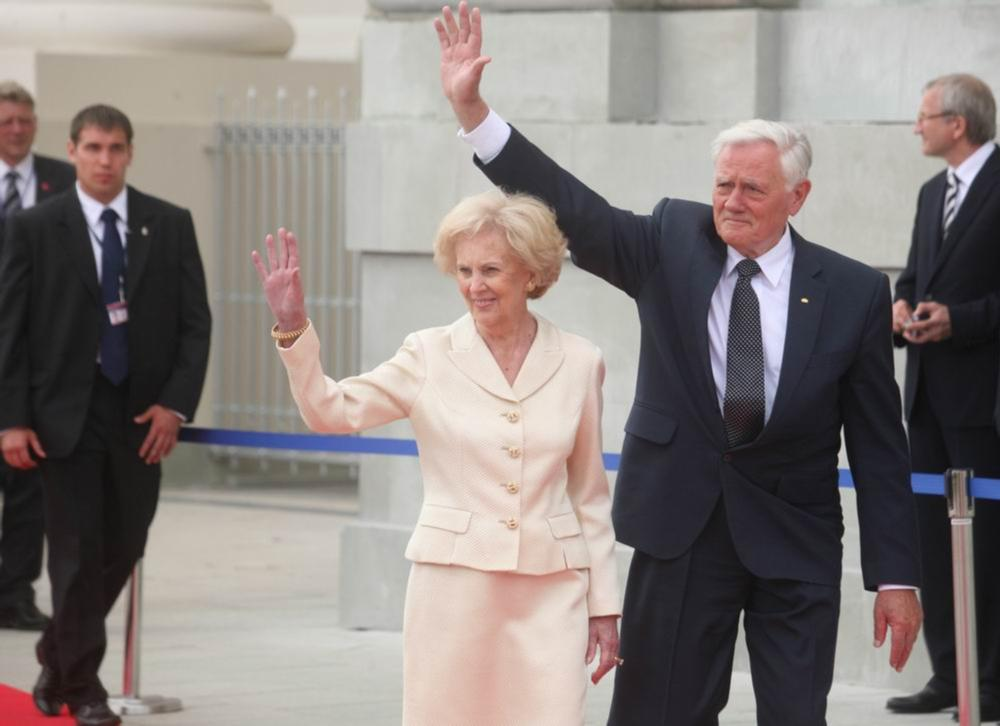
Адумкус з дружиною Альмою Адамкене
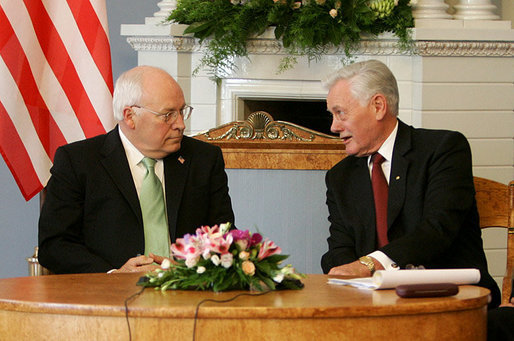
Зустріч президента Адамкуса з віце президентом США Діком Чейні в Литві. Зустріч відбулася під час Вільнюської конференції 2006 року: спільні погляди на спільне сусідство
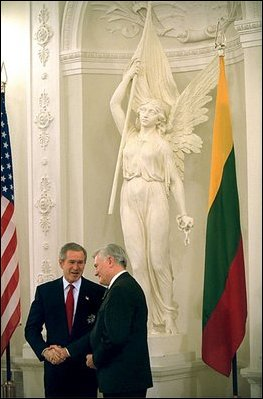
Адамкус потиснув руку Джорджу Вокеру Бушу в президентському палаці у Вільнюсі. На задньому фоні копія відомої скульптури Юозаса Зікараса - Статуя Свободи
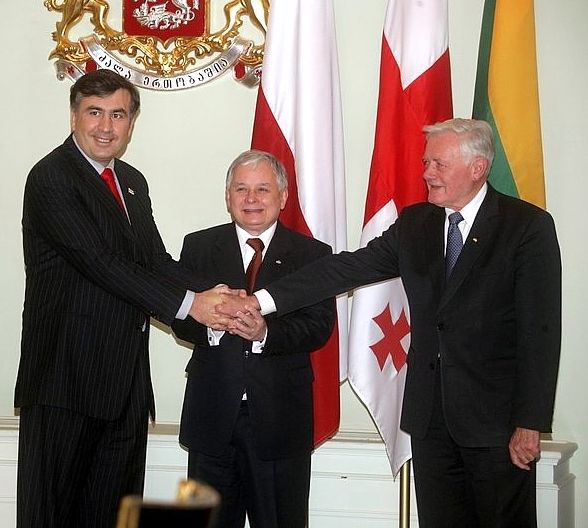
Міхеіл Саакашвілі, Лех Качинський і Валдас Адамкус в Тбілісі, Листопад 2007